# Деца шпијуни
Деца шпијуни (енгл. Spy Kids) је америчка комедија из 2001. сценаристе и редитеља Роберта Родригеза.

## Радња
Грегорио и Ингрид су шпијуни који раде за две супротстављене организације и најбољи су у свом послу. Када добију задатак да убију једно друго, њих двоје почињу да се забаљају и ускоро се венчају. Напуштају посао и посвећују се једно другом. Када једног дана њихове бивше колеге почне да отима криминалац Фиго Флуп, они одлучују да се врате старом послу. Али, одвикнути од акције, и сами брзо постају Флупове жртве. Једини који их могу спасити су њихова деца Кармен и Џуни. 

## Улоге
| Глумац           | Улога         |
| ---------------- | ------------- |
| Антонио Бандерас | Грегорио      |
| Карла Гуџино     | Ингрид        |
| Алекса Вега      | Кармен        |
| Дерил Сабара     | Џуни          |
| Дени Трехо       | Исадор Кортез |
| Тери Хачер       | гђа. Граденко |
| Алан Каминг      | Фиго Флуп     |
| Џорџ Клуни       | Девлин        |